# Ronald DeFeo, Jr.
Ronald Joseph "Butch" DeFeo, Jr. (født 26. september 1951, død 12. marts 2021) var en amerikansk morder. Han blev dømt for drab på sin far, mor, to brødre og to søstre i 1974. Sagen var inspirationen bag bogen og filmversioner under navnet The Amityville Horror. DeFeo døde mens han afsonede dommen for sine forbrydelser.

## Mordet på familien DeFeo
Omkring 6:30 om aftenen den 13. november 1974 brasede den 23-årige Ronald DeFeo, Jr. ind på Henrys Bar i Amityville på Long Island i New York og erklærede: "Du er nødt til at hjælpe mig, jeg tror, at min mor og far er skudt!" DeFeo og en lille gruppe af mennesker gik til Ocean Avenue 112, som lå ikke langt derfra og så, at DeFeos forældre var døde. Joe Yeswit ringede til Suffolk County politiet, som ransagede huset og fandt, at seks medlemmer af familien var døde i deres senge.
Ofrene var bilforhandler Ronald DeFeo, Sr. (43), Louise DeFeo (42) og fire af deres børn: Dawn (18), Allison (13), Marc (12), og John Matthew (9). Alle ofrene var skudt med en 0,35 kaliber Marlin 336C riffel på omkring klokken tre om morgenen samme dag.
DeFeos forældre var skudt to gange, mens børnene var dræbt med et enkelt skud. Louise DeFeo og hendes datter Allison var de, som blev vækket af skud før deres død, men ifølge Suffolk County Police blev alle ofrene fundet liggende på maven i sengen. Familien DeFeo havde boet i huset på Ocean Avenue 112, siden de købte huset i 1965. De myrdede medlemmer af familien DeFeo er begravet på St. Charles Cemetery i Farmingdale.
Ronald DeFeo, Jr. var den ældste søn og var kendt som "Butch". Han blev kørt til politistationen til beskyttelse, fordi han havde fortalt politifolk på gerningsstedet, at drabene var begået af en hitmand ved navn Louis Falini. Men et forhør af DeFeo på stationen viste snart alvorlige uoverensstemmelser i hans version af begivenhederne, og dagen efter tilstod han selv at have udføre drabene. Han fortalte detektiverne ".. Da jeg startede, kunne jeg bare ikke stoppe. Det gik så hurtigt." DeFeo indrømmede, at han havde taget et bad, klædt sig om og bortskaffet beviser, som tøj fuldt af blod, Marlin riflen og patroner på vej til arbejde som sædvanligt.

## Retssag og dom
DeFeos retssag begyndte den 14. oktober 1975. Han og hans forsvarer William Weber slog på sindssyge i gerningsøjeblikket; DeFeo hævder, at stemmerne i hans hoved havde opfordret ham til at udføre drabene. Sindssyg i gerningsøjeblikket blev støttet af psykiater for forsvaret, dr. Daniel Schwartz. Anklagerens psykiater, dr. Harold Zolan, fastholdt dog, at selv om DeFeo var misbruger af heroin og LSD og havde antisocial personlighedsforstyrrelse var han bevidst om sine handlinger på drabstidspunktet.
Den 21. november 1975 blev DeFeo fundet skyldig i seks anklagepunkter af andengrads mord. Den 4. december 1975 dømte dommer Thomas Stark Ronald DeFeo, Jr. til seks gange 25 år til livstids.
DeFeo afsonede sin dom i Green Haven Correctional Facility i Beekman, New York. Alle hans appeller til benådningsmyndighederne blev afslået.

## Mordene i popkulturen
Jay Ansons roman The Amityville Horror blev udgivet i september 1977. Bogen er baseret på 28 dage i december 1975 og januar 1976, da George og Kathy Lutz og deres tre børn boede på Ocean Avenue 112. Familien Lutz forlod huset og hævder, at de blev terroriseret af paranormale fænomener, mens de boede der.
1982-filmen Amityville II: The Possession er baseret på bogen Murder in Amityville ved parapsykolog Hans Holzer. Det er en forløber for Ocean Avenue 112 med den fiktive familie Montelli, der siges at være baseret på familien DeFeo. Historien bruger spekulative og kontroversielle temaer, som et incestuøst forhold mellem Sonny Montelli og hans teenagersøster, som er løst baseret på Ronald DeFeo, Jr. og hans søster Dawn.
Hollywoodfilm versioner af DeFeo-mordene indeholder flere unøjagtigheder. Genindspilning fra 2005 The Amityville Horror indeholder et fiktivt barn, som hedder Jodie DeFeo, som ikke var et offer for skyderiet i november 1974. Påstanden om, at Ronald DeFeo, Jr. blev påvirket til at begå mord af ånder fra en indiansk gravplads på 112 Ocean Avenue er blevet afvist af lokalhistorikere og indianske ledere, som hævder, at intet beviser, at sådan en gravplads har eksisteret.
Eminem har mange henvisninger til mordet i sin sang "Amityville". I omkvædet angriber han Ronalds påstand om sindssyge. Sangen omhandler dog ikke kun mordet.